# Єлисавета (мати Івана Хрестителя)
Єлисаве́та (Єлизаве́та) (івр. אלישבע — Елішева, Елішеба — дослівно «та, що шанує Бога», «заклинаюча Богом», грец. Ελισάβετ) — біблійна постать, мати Івана Хрестителя, дружина священника Захарія. Історія Єлисавети описана в 1-й главі Євангелія від Луки. Євангеліст Лука оповідає, що вона походила з дочок Ааронових, тобто зі священницького юдейського роду. Довгий час Єлисавета була неплідною і була вже старого віку, коли її чоловіку в храмі з'явився ангел, звістивши, що Єлизавета породить сина, якого він назве Йоанн.

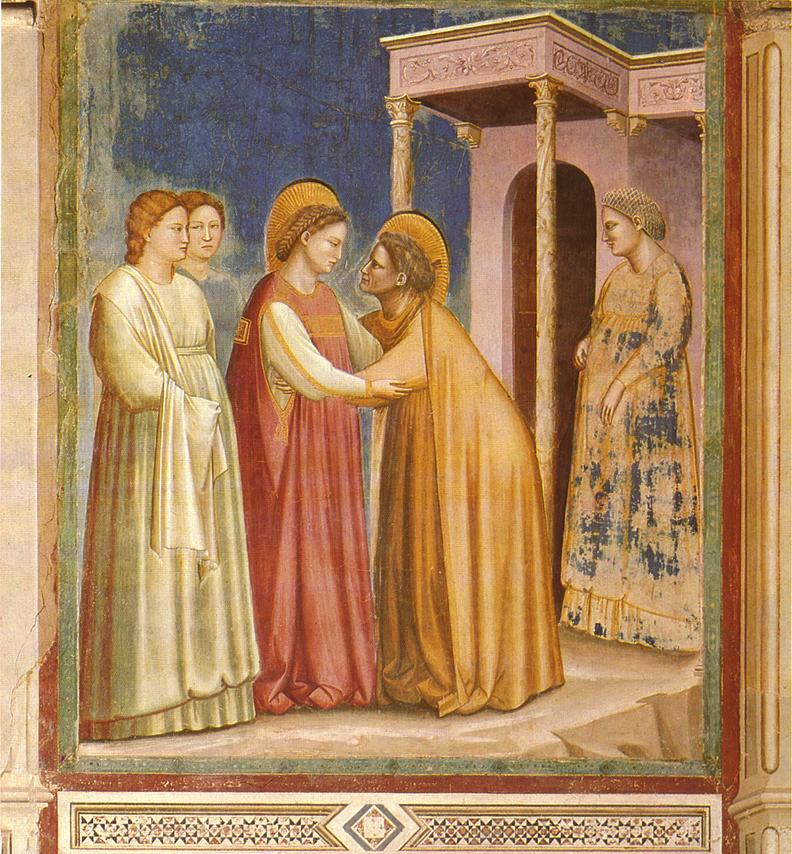
Джотто. «Зустріч Марії та Єлисавети», фреска в каплиці Скровеньї

Єлисавета традиційно зображується літньою жінкою — яка чудесним чином зачала Івана в похилих роках. Основний епізод євангельської історії цієї героїні — Зустріч Марії та Єлисавети: Марія приходить відвідати свою вагітну кузину, і Єлисавета перша розповідає їй про майбутню долю:
 Так Єлисавета дізналась що її таємницю відкрито, але водночас і дізналась про секрет Марії та признала в ній матір Господа. На місці їхньої зустрічі збудована Церква відвідин.
В апокрифічному «Протоєвангелії Якова» розповідається про те, що під час побиття немовлят Єлисавета з чоловіком та сином ховалась у пустелі, де скеля чудовим чином укрила їх від переслідування царських воїнів. Її чоловік Захарія відмовився відповідати, де вони, і був убитий просто у храмі. Праведна Єлисавета із сином продовжувала жити у пустелі і там померла. Грецькі синаксари повідомляють, що Єлизавета померла через 40 днів після втечі в пустелю.
Пам'ять праведної Єлисавети відбувається:
- у Православній церкві — 5 вересня;
- у Католицькій церкві — 23 вересня.

## Народження Івана Хрестителя
Марія перебувала в Єлисавети три місяці, аж до народження Івана Хрестителя. Не відомо, чи залишилася вона вдома при пологах. І от у благочестивого подружжя, до похилої старості позбавленого розради мати дітей, нарешті народжується син, що його батьки випрохали в молитвах. Восьмого дня, як встановлював закон, треба було обрізати немовля та дати йому ім'я. Щодо імені вийшла суперечка. Як правило давали ім'я діда, щоби продовжити родову ознаку. Однак зважаючи на похилий вік батька, хотіли назвати новонародженого його ім'ям — Захарія. Тільки Єлисавета не погоджувалась. Хотіла назвати Іван і знала чому. Постанову матері могла змінити тільки постанова батька. Німий Захарія попросив воскову табличку: «Попросивши ж табличку, написав він слова: Іван імення йому. І всі дивувались. І в тій хвилі уста та язик розв'язались йому, і він став говорити, благословляючи Бога! (Лк. 1:63-64)». Про дальшу долю праведної Єлисавети Святе Письмо не повідомляє, обмежуючись лише народженням Івана Хрестителя. На місці будинку Захарії та Єлисавети, де відбулося його народження, споруджено Церкву святого Івана Хрестителя.

## Найбільш значущі церкви
- Церква Відвідування в Ейн Каремі поблизу Єрусалиму.
- Православний Горненський жіночий монастир («Московія») в Ейн-Каремі розташований на місці, де знаходився будинок батьків Іоанна Хрестителя Захарії та Єлисавети.
- Церква праведних Захарії та Єлисавети над мощами преподобного Іони у Троїцькому Климецькому монастирі.